# Phorocera elongata
Phorocera elongata är en tvåvingeart som först beskrevs av Camillo Rondani 1848.  Phorocera elongata ingår i släktet Phorocera och familjen parasitflugor. Inga underarter finns listade i Catalogue of Life.